# Pierre Perrenet
Pour les articles homonymes, voir Perrenet.
Pierre Perrenet est un homme politique français né le 20 août 1797 à Marcilly sur Tille (Côte-d'Or) et mort le 17 décembre 1871 à Dijon (Côte-d'Or).

## Biographie
Avocat à Dijon, il est un opposant libéral à la Restauration. En 1830, il est procureur du roi à Dijon. Conseiller général en 1833, conseiller municipal de Dijon, il est député de la Côte-d'Or de 1848 à 1849, siégeant comme républicain modéré.